# Hettenschlag
 Hettenschlag  (en alsacià Hetteschlàg) és un municipi francès, situat a la regió del Gran Est, al departament de l'Alt Rin. L'any 1999 tenia 287 habitants.

## Demografia
| 1962 | 1968 | 1975 | 1982 | 1990 | 1999 |
| ---- | ---- | ---- | ---- | ---- | ---- |
| 197  | 200  | 207  | 223  | 246  | 287  |

## Administració
| Període   | Identitat      | Partit |
| --------- | -------------- | ------ |
| 2001-2008 | Bernard Poirey |        |
| 2008-     | Bernard Koch   |        |